# Svébohy (tvrz)
Tvrz Svébohy je bývalé panské sídlo nacházející se ve vesnici Svébohy (čp. 1), části obce Horní Stropnice v okrese České Budějovice. Je chráněna jako kulturní památka České republiky, na seznam památek byla pod rejstříkovým číslem 37079/3-439 zapsána před rokem 1988.

## Historie

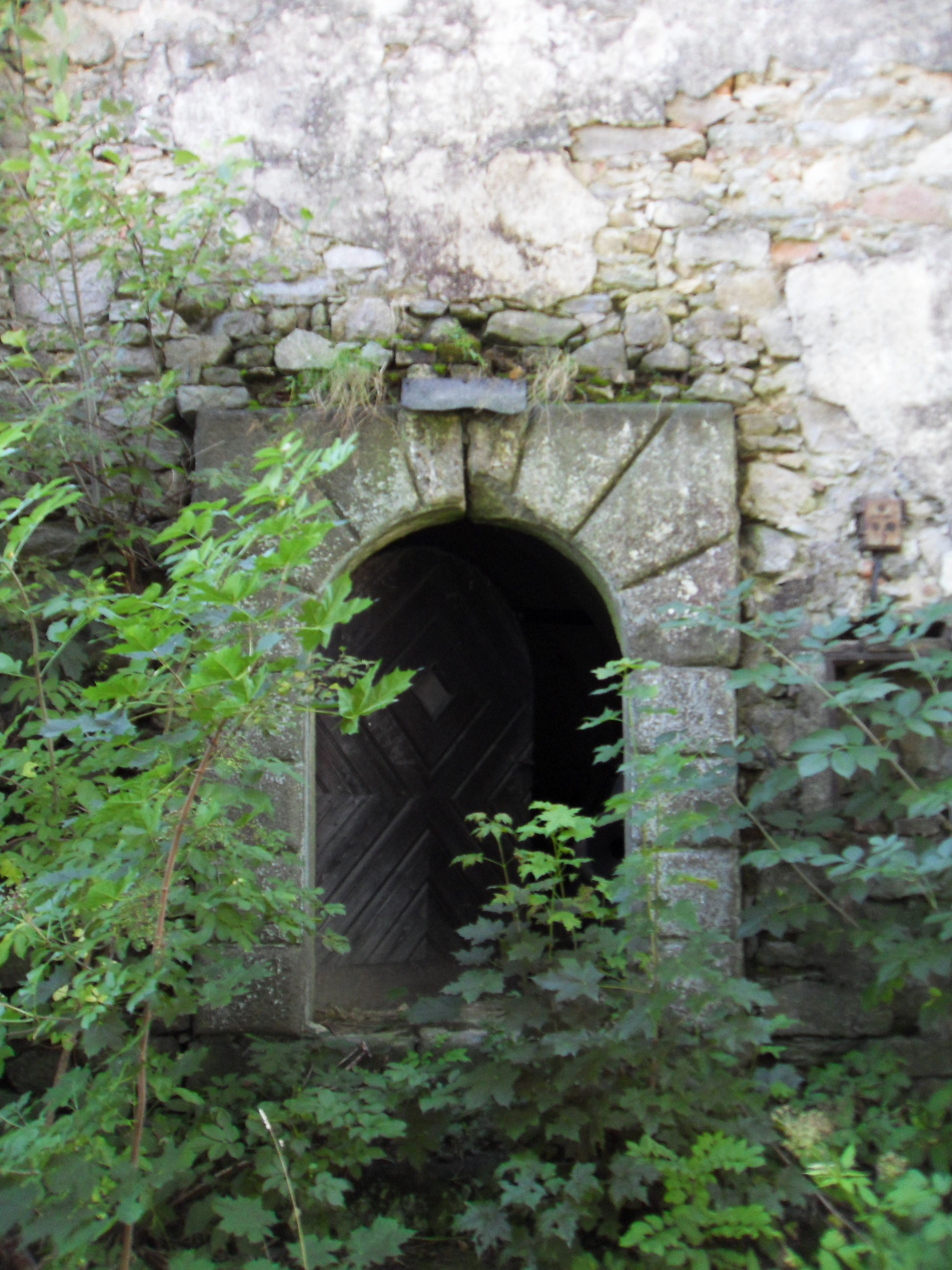
Vstupní portál

Na konci 14. století držel vsi a další majetek v okolí rod Žesťovcovů ze Žesťova. Po rozdělení majetku zůstaly Svébohy Zachařovi, který si zde zřejmě postavil na začátku 15. století sídlo. Po něm tu seděli další Žesťovcové, v roce 1416 se poprvé připomíná Petr ze Svébohovic, později Jan ze Svéboh. Od třetí čtvrtiny 15. století do poloviny 16. století zde sídlili Pouzarové z Michnic, potomci Erazima z Michnice, který vesnici s tvrzí získal. Oldřich si nechal v roce 1541 vložit tvrz do zemských desk, což je první doložená písemná zmínka o tvrzi. Svojše Pouzar připojil v polovině 15. století Svébohy k Cuknštejnu, kvůli zadlužení ale získali vesnici s tvrzí jeho věřitelé, včetně Elišky Kořenské z Terešova. V tvrzi žil její příbuzný (synovec?) Petr, od něhož v roce 1598 koupil celý statek Vincenc Hulcšporer z Holštejna (též Vincent Holzsparper z Holsteinu), novohradský hejtman. Po bitvě na Bílé hoře mu byl majetek zabaven, neboť hejtman sloužil Švamberkům, jedněm z účastníků stavovského povstání. Získal jej vyšebrodský klášter, nicméně později byl vrácen vdově po Vincenci, Žofii, která jej v roce 1633 definitivně prodala hraběnce Marii Magdaleně Buquoyové. Svébohy se tak staly součástí novohradského panství, tvrz se stala součástí dvora a byla již využívána pouze pro hospodářské účely.
Po roce 1948 byla využívána jako hospoda a kino, nebyla však udržována. V 70. letech 20. století došlo k částečné destrukci severního křídla, které bylo po omezení památkové ochrany strženo. Tvrz je nyní v držení soukromého majitele, zadní hospodářské budovy (původní poplužní dvůr) byly rozprodány a jsou udržovány, užívány a přizpůsobeny rekreaci. Jednopatrovou obytnou část tvrze odkoupil v roce 1997 Jaroslav Břicháček, který si z ní chtěl vybudovat rodinné sídlo. Kvůli nedostatku finančních prostředků je však tvrz nadále v havarijním stavu (jižní křídlo má zčásti zničený krov a statické poruchy ve zdivu, zřítila se nádvorní pavlač, poškozeny jsou stropy přízemí i patra) a chátrá dál. V říjnu 2011 byla tvrz nabízena realitní kanceláří k prodeji za 4,7 milionů korun, v září 2020 za 2,2 milionu. Podle fotografie z roku 2021 došlo k destrukci části obvodového zdiva středního traktu tvrze.

## Stavební vývoj

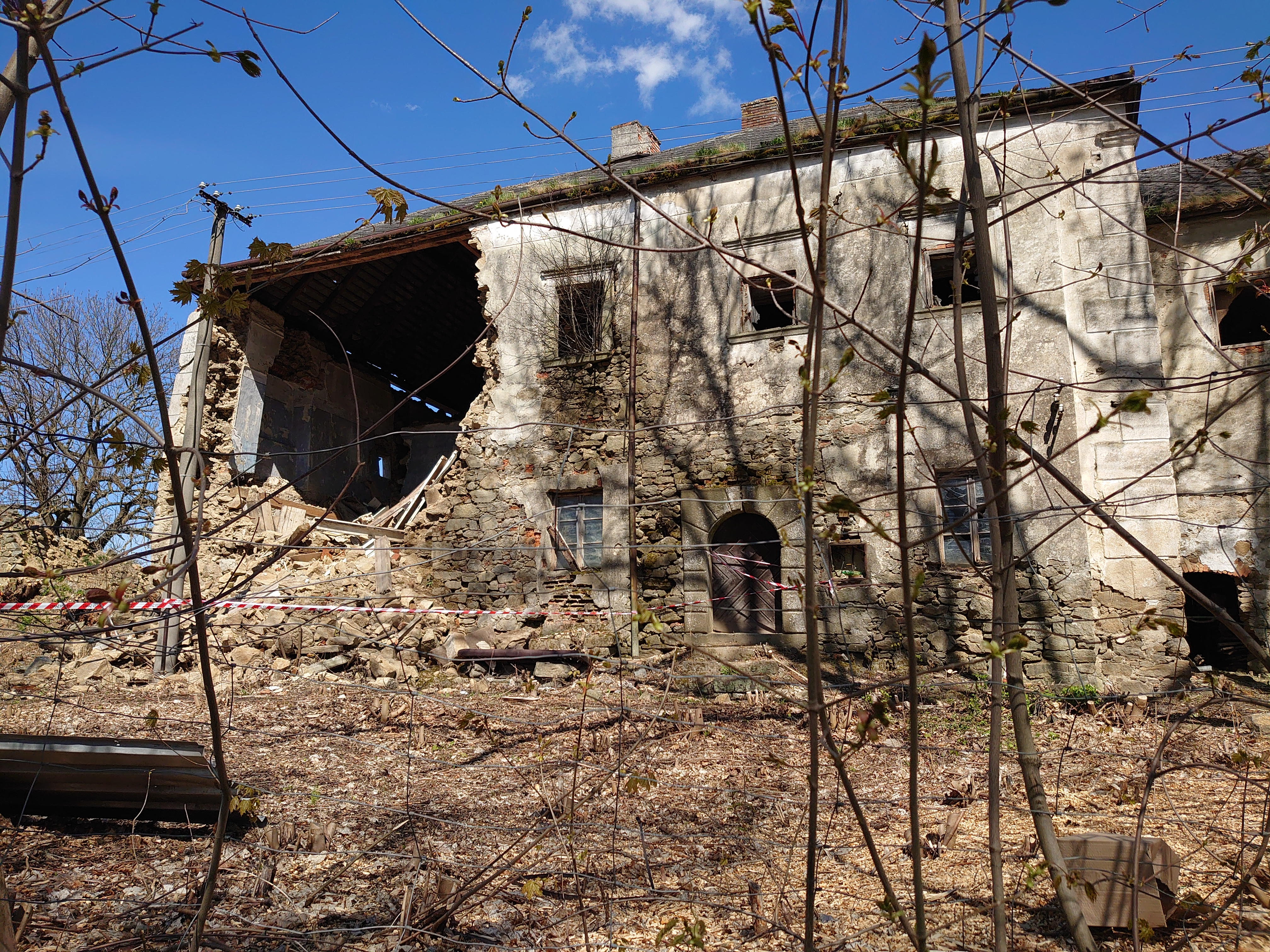
Stav budovy tvrze v roce 2021

Není známo, kde stálo a jak vypadalo původní sídlo ze začátku 15. století. Jedinou zprávou je zmínka o věži z roku 1577. Stavitelem současné tvrze byl zřejmě Petr Kořenský z Terešova, který na konci 16. století postavil velké obdélné patrové renesanční stavení v západním průčelí poplužního dvora ve východní části vsi. Hlavní vstup do budovy, portál s bosovaným ostěním, se nachází na západní straně. Některé prostory ve dvojtraktovém přízemí jsou zaklenuty valenou nebo křížovou klenbou s hřebínky, patro bylo plochostropé. Nedlouho poté byla tvrz na začátku 17. století přestavěna a rozšířena Vincencem Hulcšporerem z Holštejna, jenž nechal postavit dvě menší a užší boční křídla, která navazovala na původní budovu na jižní a severní straně. V této podobě se tvrz dochovala do dnešních dnů, výjimkou je severní křídlo, které se zřítilo v 70. letech 20. století.

## Pověst

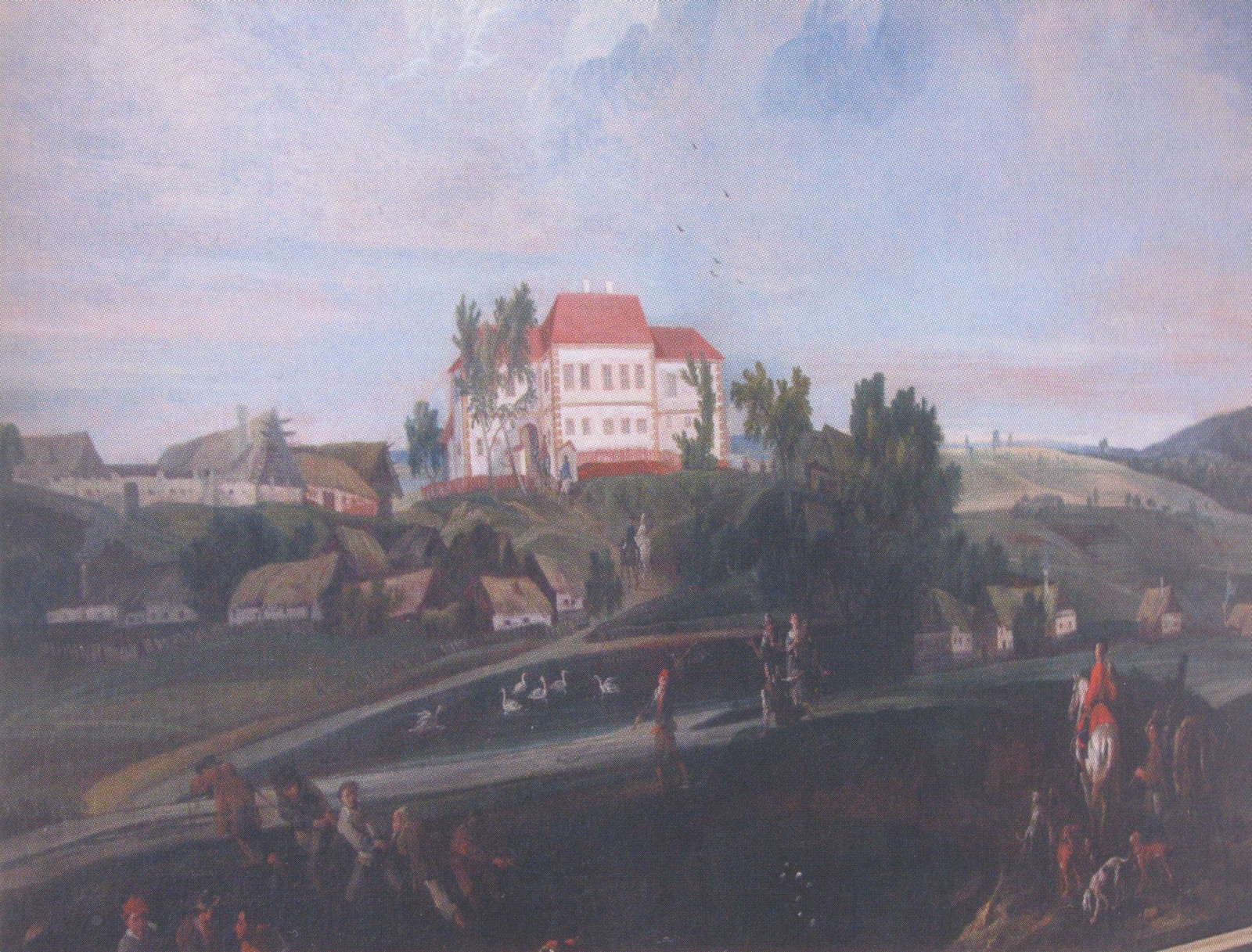
Tvrz Svébohy na konci 18. století

K tvrzi se váže pověst (resp. příběh z historie) o zazděné manželce. Petr Kořenský z Terešova nechal na jaře 1577 zazdít ve věži na popud své tety Elišky kvůli nevěře s Jakubem Krčínem svoji ženu Markétu ze Žumberka. Událost vzbouřila celý kraj a lidé se snažili hlídanou tvrz dobýt a ženu osvobodit. Vše vyřešila skupina havířů z Velkých Hor (Rudolfov), která se 27. května 1577 k objektu dostala, zeď věže probila, ženu osvobodila a odvedla s sebou do Trhových Svin.